# Liste d'espèces d'oiseaux décrites entre 1986 et 1990
De nouvelles espèces vivantes sont régulièrement définies chaque année.

L'apparition d'une nouvelle espèce dans la nomenclature peut se faire de trois manières principales :
- découverte dans la nature d'une espèce totalement différente de ce qui est connu jusqu'alors,
- nouvelle interprétation d'une espèce connue qui s'avère en réalité être composée d'une ou plusieurs espèces proches mais bien distinctes. Ce mode d'apparition d'espèce est en augmentation depuis qu'il est possible d'analyser très finement le génome par des méthodes d'étude et de comparaison des ADN, ces méthodes aboutissant par ailleurs à des remaniements de la classification par une meilleure compréhension de la parenté des taxons (phylogénie). Pour ce type de création de nouvelles espèces, deux circonstances sont possibles : soit une sous-espèce déjà définie est élevée au statut d'espèce, auquel cas le nom, l'auteur et la date sont conservés, soit il est nécessaire de donner un nouveau nom à une partie de la population de l'ancienne espèce,
- découverte d'une nouvelle espèce par l'étude plus approfondie des spécimens conservés dans les musées et les collections.

Ces trois circonstances ont en commun d'être soumises au problème du nombre de spécialistes mondiaux compétents capables de reconnaître le caractère nouveau d'un spécimen. C'est une des raisons pour lesquelles le nombre d'espèces nouvelles chaque année, dans une catégorie taxinomique donnée, est à peu près constant. 
Pour bien préciser le nom complet d'une espèce, le (ou les) auteur(s) de la description doivent être indiqués à la suite du nom scientifique, ainsi que l'année de parution dans la publication scientifique. Le nom donné dans la description initiale d'une espèce est appelé le basionyme. Ce nom peut être amené à changer par la suite pour différentes raisons.
Dans la mesure du possible, ce sont les noms actuellement valides qui sont indiqués, ainsi que les découvreurs, les pays d'origine et les publications dans lesquelles les descriptions ont été faites.

## 1986

### Sous-espèces nouvelles (1986)

#### Scolopacidés
- Calidris alpina kistchinski Tomkovich, 1986

#### Formicariidés
- Grallaria haplonota chaplinae Robbins & Ridgey, 1986

#### Furnariidés
- Asthenes modesta serrana Nores, 1986
- Cinclodes fuscus riojanus Nores, 1986
- Cinclodes fuscus rufus Nores, 1986
- Cinclodes fuscus yzurietae Nores, 1986
- Geositta rufipennis fragai Nores, 1986
- Upucerthia ruficaudus famatinae Nores, 1986
- Upucerthia validirostris rufescens Nores, 1986

### Espèces fossiles et subfossiles (1986)
- Grand-duc nain corso-sarde (Bubo insularis Mourer-Chauviré et Weesie, 1986)

## 1987

### Espèces décrites en 1987
- Grallaria blakei Graves, 1987

Formicariidé.
- Phylloscartes ceciliae Teixeira, 1987

Tyrannidé.

### Sous-espèces nouvelles (1987)
- Phacellodomus rufifrons castilloi Phelps, 1987

Furnariidé.
- Siptornis striaticollis nortoni Graves & Robbins, 1987

Furnariidé.
- Mionectes macconnelli mercedesfosterae Dickerman & Phelps, 1987

Tyrannidé.

### Espèces fossiles et subfossiles (1987)
- Strigogyps sapea (D.S. Peters, 1987)

Améghinornithidé découvert en Allemagne, décrit initialement par Peters sous le nom d'Aenigmavis sapea.

## 1988

### Espèces décrites en 1988
- Phylloscartes lanyoni Graves, 1988

Tyrannidé.

### Sous-espèces nouvelles (1988)
- Calidris alpina actites Nechaev et Tomkovich, 1988

### Espèces fossiles et subfossiles (1988)
- Phocavis maritimus Goedert, 1988

Plotoptéridé.
- Primocolius sigei Mourer-Chauviré, 1988

Coliidé.

## 1989

### Espèces décrites en 1989
- Scytalopus psychopompus Teixeira et Carnevalli, 1989

### Sous-espèces nouvelles (1989)
- Limosa fedoa beringiae Gibson et Kessel, 1989

### Espèces fossiles et subfossiles (1989)
- Megapodius alimentum Steatman, 1989

Mégopodiidé découvert aux Tonga.
- Gallicolumba longitarsus Balouet et Olson, 1989

Columbidé.

## 1990

### Espèces décrites en 1990
- Caprimulgus prigoginei

Zaïre
- Glaucidium hardyi
- Cercomacra manu Fitzpatrick et Willard, 1990

Thamnophilidé.
- Formicivora littoralis
- Clytoctantes atrogularis Lanyon, Stotz et Willard, 1990

Formicariidé .
- Stachyris latistriata

Philippines
- Asthenes luizae
- Ploceus burnieri Baker et Baker, 1990

Tanzanie

### Sous-espèces nouvelles (1990)
- Formicivora serrana interposita

### Espèces fossiles et subfossiles (1990)
- Podiceps arndti Chandler, 1990

Découvert en Californie
- Diomedea howardae Chandler, 1990

Découvert en Californie.
- Puffinus gilmorei Chandler, 1990

Découvert en Californie.
- Sula clarki Chandler, 1990

Découvert en Californie.
- Stictocarbo kumeyaai Chandler, 1990

Découvert en Californie.
- Cygnus mariae Bickart, 1990

Découvert en Arizona.
- Anser arenosus Bickart, 1990

Découvert en Arizona.
- Anser arizonae Bickart, 1990

Découvert en Arizona.
- Branta woolfendeni Bickart, 1990

Découvert en Arizona.
- Melanitta ceruttii Chandler, 1990

Découvert en Californie.
- Himantopus olsoni Bickart, 1990

Découvert en Arizona.
- Rissa estesi Chandler, 1990

Découvert en Californie.
- Brachyramphus dunkeli Chandler, 1990

Découvert en Californie.
- Cerorhinca reai Chandler, 1990

Découvert en Californie.
- Synthliboramphus rineyi Chandler, 1990

Découvert en Californie.
- Corvus galushai Bickart, 1990

Découvert en Arizona.